# 함반토타구

함반토타 구

함반토타구(싱할라어: මාතර දිස්ත්‍රික්කය, 타밀어: மாத்தறை மாவட்டம்)는 스리랑카를 구성하는 25개 구 가운데 하나로 행정 중심지는 함반토타이며 면적은 2,609km2, 인구는 596,617명(2012년 기준)이다. 행정 구역상으로는 남부 주에 속한다.

## 같이 보기
- 라자팍사가(영어판)
- 일대일로